# Assembleia geral

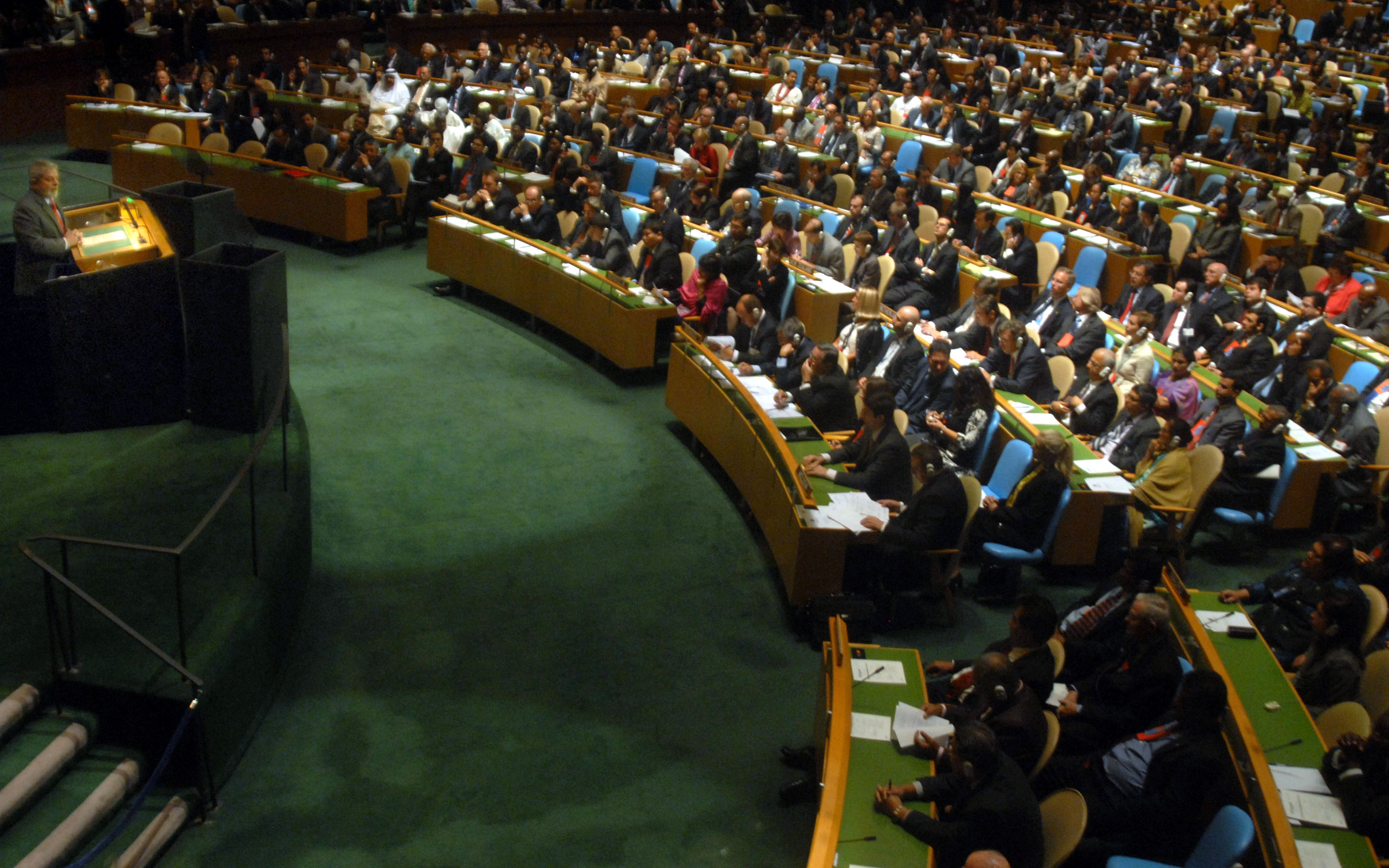
O então Presidente Luiz Inácio Lula da Silva faz o discurso de abertura da Assembleia Geral das Nações Unidas, encontro anual dos líderes mundiais, na sede da ONU, em Nova Iorque.

Nas organizações de tipo associativo, uma Assembleia Geral (sem hífen em português) é o órgão supremo que decide sobre as políticas a seguir. Normalmente é composta pelo conjunto dos sócios com direito a voto. Podem os sócios, em qualquer tipo de sociedade, tomar deliberações unânimes por escrito, e bem assim reunir-se em assembleia geral, sem observância de formalidades prévias, desde que todos estejam presentes e todos manifestem a vontade de que a assembleia se constitua e delibere sobre determinado assunto.
Várias organizações e organismos têm assembleias gerais próprias - como, por exemplo, a Assembleia Geral (em inglês, General Assembly; em francês, Assemblée génerale) da Organização das Nações Unidas; a Assembleia Geral (em espanhol, Asamblea General) da Organização dos Estados Americanos, etc, ou a Assembleia Geral da Igreja Presbiteriana.

## Assembleia Geral das Nações Unidas
A Assembleia Geral da ONU (Organização das Nações Unidas), também chamada Assembleia Geral das Nações Unidas, é o principal órgão da ONU.
Suas funções são:
Examinar e fazer recomendações sobre os princípios da cooperação internacional para a manutenção da paz e da segurança, inclusive os princípios que regem o desarmamento e a regulamentação dos armamentos;
Discutir qual quer questões que afetem a paz e a segurança e, exceto quando uma situação ou controvérsia estiver sendo debatida pelo Conselho de Segurança, formular recomendações a respeito;
Discutir e, salvo exceção acima, formular recomendações sobre qualquer questão dentro das atribuições da Carta ou que afete as atribuições e funções de qualquer órgão das Nações Unidas;
Iniciar estudos e formular recomendações visando promover a cooperação política internacional, o desenvolvimento do direito internacional e a sua codificação, o reconhecimento dos direitos humanos e das liberdades fundamentais para todos, bem como a colaboração internacional nos setores econômico, social, cultural, educacional e de saúde;
Receber e apreciar os relatórios do Conselho de Segurança e dos demais órgãos das Nações Unidas;
Formular recomendações para o acerto pacífico de toda situação, qualquer que seja sua origem, que possa prejudicar as relações amistosas entre as nações;
Controlar, através do Conselho de Tutela, a execução dos acordos de tutela, exceto quanto a regiões consideradas como estratégicas;
Eleger os dez membros não-permanentes do Conselho de Segurança, os 54 membros do Conselho Econômico e Social e os membros do Conselho de Tutela que são eleitos; participar com o Conselho de Segurança na eleição dos juízes da Corte Internacional de Justiça; e, por recomendação do Conselho de Segurança, nomear o Secretário-Geral.
Examinar e aprovar o orçamento das Nações Unidas, determinar a cota de contribuições que cabe a cada membro e apreciar os orçamentos das agências especializadas.
De acordo com a resolução "Unidos para a Paz", aprovada pela Assembleia Geral em novembro de 1950, se o Conselho de Segurança deixar de agir em face de uma aparente ameaça a paz, ruptura da paz ou ato de agressão por falta de unanimidade entre seus cinco membros permanentes, a própria Assembleia pode avocar a si a questão imediatamente, com a finalidade de recomendar aos Estados-Membros a adoção de medidas coletivas - inclusive, no caso de ruptura da paz ou ato de agressão, o emprego de força armada, quando necessário, para manter ou restaurar a paz e a segurança internacionais.
Na votação de assuntos importantes, tais como recomendações relacionadas com a paz e a segurança, eleição de membros integrantes de órgãos, admissão, suspensão e expulsão de membros, questões de tutela e assuntos orçamentários, as decisões são aprovadas por maioria de dois terços. Noutras questões, por maioria simples.
Cada membro da Assembleia Geral tem direito a um voto.
Sessões
A Assembleia Geral reúne-se uma vez por ano em sessão ordinária que começa na terceira terça-feira do mês de setembro na sede da ONU, em Nova York. Sessões especiais podem ser convocadas a pedido do Conselho de Segurança, da maioria dos membros das Nações Unidas ou ainda de um só membro com a anuência da maioria. A Assembleia Geral, seguindo as determinações da resolução "Unidos para a Paz", também pode ser convocada em sessão especial de emergência, com o prazo de 24 horas de antecedência, a pedido do Conselho de Segurança, pelo voto de quaisquer membros do Conselho, ou por decisão da maioria dos membros das Nações Unidas ou de um só membro com a anuência da maioria.
Comissões Principais
A Assembleia Geral cumpre suas funções através do trabalho de sete Comissões Principais, nas quais todos os membros têm direito a representação:
Primeira Comissão (Política e Segurança, inclusive a regulamentação dos armamentos)
Comissão Política Especial (questões políticas diversas)
Segunda Comissão (econômica e financeira)
Terceira Comissão (social, humanitária e cultural)
Quarta Comissão (de tutela, inclusive territórios não-autônomos)
Quinta Comissão (administrativa e orçamentária)
Sexta Comissão (jurídica).
Além disso, uma Comissão Geral - composta pelo Presidente e os 21 Vice-presidentes da Assembleia, mais os Presidentes das seis Comissões Principais - se reúne frequentemente durante o funcionamento da Assembleia Geral, a fim de assegurar o perfeito desenrolar dos trabalhos. À Comissão de Credenciais, nomeada pelo Presidente em cada sessão da Assembleia, cabe verificar as credenciais dos representantes.
A Assembleia Geral, normalmente, atribui todas as questões de sua ordem do dia a uma ou outra das Comissões acima mencionadas ou a uma Comissão Conjunta, ou, ainda, a uma Comissão Especial estabelecida para estudar uma questão específica. Essas Comissões, por sua vez, submetem propostas à aprovação do plenário da Assembleia. A votação nas Comissões e Subcomissões se processa por maioria simples. Assuntos que deixam de ser adjudicados às Comissões Principais são tratados pela própria Assembleia, nas sessões plenárias.
Apesar dos períodos de sessão ordinária só durarem três meses, o trabalho da Assembleia se realiza de forma continua:
em comissões especiais (por exemplo, as que se ocupam do colonialismo, do apartheid, da manutenção da paz, do desarmamento, do meio ambiente marinho e do espaço extraterrestre);
através de atividades de organismos estabelecidos pela Assembleia (por exemplo, o PNUD, Programa das Nações Unidas para o Desenvolvimento, a UNCTAD, Conferência das Nações Unidas sobre Comércio e Desenvolvimento ou o UNICEF, Fundo das Nações Unidas para a Infância);
através dos programas de trabalho do Secretariado e dos preparativos para as Conferências Internacionais relativas a problemas concretos (como meio ambiente, alimentação, população, condição jurídica e social da mulher, direito do mar, utilização da energia atômica para fins pacíficos e espaço extraterrestre).

## Assembleia Geral em sociedades anónimas no Direito português
O artigo nº 248 do CSC de Portugal define assembleias gerais em sociedades anónimas como uma "reunião periódica de sócios/accionistas de sociedade, tendo em vista a deliberação de assuntos da sua competência e do interesse da sociedade".
- As AG são convocadas por qualquer dos gerentes por carta registada e com antecedência de quinze dias.

- A presidência da AG pertence ao sócio presente que possuir ou representar maior fracção de capital.

- Nenhum sócio pode ser privado de participar nela, mesmo que impedido de exercer o direito de voto.

- As atas das AG devem ser assinadas por todos os sócios presentes

É nas Assembleias Gerais, das Sociedades Anónimas, que se fazem sentir os conflitos de interesse e de poderes dentro da empresa. Por um lado o chamado "núcleo duro", representa os accionistas de maioria ou "accionistas empresários", constituindo uma minoria organizada, com interesses concertados mediante acordos parassociais. Os seus interesses típicos, como detentores do poder, são:
- nomeação e destituição de administradores;
- crescimento da sociedade;
- valorização das suas próprias participações;
- manutenção da situação de domínio;

Por outro lado, estão os accionistas de minoria ou "accionistas financeiros", com interesses muito diversificados, com uma intenção comum que é a de distribuição de dividendos e a valorização das participações.
- Convocação

A Assembleia Geral das Sociedades Anónimas é convocada pelo Presidente da Mesa, por sua iniciativa, sempre que o entenda conveniente ou para cumprimento de obrigações legais, ou a requerimento da Administração, do Conselho Fiscal, do Conselho Geral e de supervisão, ou de accionistas que possuam acções correspondentes a, pelo menos, 5% do capital social.
A convocatória é feita mediante anúncio a publicar no site da internet. Se todas as acções forem nominativas, os estatutos podem substituir as publicações por cartas registadas.
A convocatória deverá ser feita com a antecedência mínima de 1 mês, entre a última publicação e a data da assembleia e de 21 dias a contar da expedição das cartas registadas ou do correio electrónico.
- Participação e representação de accionistas

Em princípio, podem participar na assembleia, ou fazer-se representar, todos os accionistas, mesmo que não tenham direito de voto, embora os estatutos o possam impedir. Os accionistas, podem fazer-se representar na assembleia, por qualquer pessoa, bastando para o efeito uma carta mandadeira, dirigida ao Presidente da Mesa.
- Quórum

A lei não prevê qualquer quórum para o funcionamento e deliberação da Assembleia Geral, excepto para as deliberações sobre alterações dos estatutos e dissolução da sociedade, em que para o efeito, é necessário reunir, em presença ou representação de, pelo menos, um terço do capital social. Contudo, os estatutos podem prever outra regra de quórum.
- Deliberações

Em princípio, a cada acção corresponde um voto, não sendo permitido o voto plural. Porém, os estatutos da sociedade, poderão estabelecer as limitações ao direito de voto, conforme previsto no art. 384º., nºs 2 e 3, do Código das Sociedades Comerciais (CSC). Um accionista não pode votar em sentidos diversos, com as acções que seja titular, sob pena de nulidade de todos os votos emitidos.
- Competência

As Assembleias Gerais das Sociedades Anónimas têm uma competência mais restrita do que as Sociedades por Quotas, e não podem deliberar sobre matérias de gestão, salvo a pedido da administração. Ainda assim, têm competência exclusiva para a alteração dos estatutos, salvo no que respeita aos aumentos de capital, com entradas em dinheiro.
A Assembleia Geral ordinária deve reunir anualmente, no prazo de 3 meses a contar do encerramento do exercício, ou 5 meses se a sociedade apresentar contas consolidadas.